# Wüstermarke
Wüstermarke ist ein Ortsteil der Gemeinde Heideblick im Landkreis Dahme-Spreewald in Brandenburg.

## Geschichte
Die bisher älteste urkundliche Erwähnung des Ortes Wüstermarke stammt aus dem Jahr 1376. Es gibt eine Reihe von Indizien, die darauf schließen lassen, dass Wüstermarke mit dem (sicher einige Jahrzehnte wüst gelegenen) Dorf Windischemark identisch ist. Seit 1739 war Wüstermarke im Besitz des Adelsgeschlechts von Pfuel. Gustav Lebrecht von Pfuel († 1787), kursächsischer Oberlandjägermeister im Dienst der Fürsten Friedrich III. und Ernst II. war Herr auf Wüstermarke und Waltersdorf. Sein Grabmal befindet sich in der Dorfkirche. 1843 wohnten in Wüstermarke 271 Einwohner, auf Rittergut Wüstermarke 106 Einwohner, der Ortsvorsteher hieß Richter.
Wüstermarke blieb ein Gutsdorf mit konventionellem Rittergut. Dieser Besitz ging im 19. Jahrhundert in bürgerliche Hände. Über mehrere Generationen betreute die Familie Herbig das Rittergut Wüstermarke. 1877 lebten in der Gemeinde Wüstermarke 193 Einwohner, auf dem Gut 63 Einwohner. Die örtliche Brennerei gehörte den Herbigs. Ende des 19. Jahrhunderts war Ulla Herbig, geb. Bandelow, an einem Patent zur Weiterentwicklung einer Düngerstreumaschine beteiligt, auch dies gehört zur Ortshistorie. Seit 1914 war Ernst Herbig der Gutsbesitzer. Um 1922 betrug die Gutsfläche der Herbig`schen Erben 500 ha. Die Zusammenlegung von Gut und Dort wurde in den preußischen Provinzen 1928 per Kommunalverfassung angeordnet. An den Besitzverhältnissen zwischen öffentlich-rechtlichen und privaten Flächen und Kirchenland änderte dies nichts. Die Güter waren bis dorthin juristisch eigenständige Ortschaften. 1945 wurde der Gutsbesitzer von Wüstermarke Werner Herbig inhaftiert und enteignet. Es folgte die Bodenreform mit der Neuaufteilung der örtlichen Gemarkungs- und Flurflächen.
Wüstermarke gehörte über verschiedene Gebietsreformen bis 1952 zum alten Landkreis Schweinitz, seit 1993 zum Landkreis Dahme-Spreewald.

## Geografie und Verkehrsanbindung
Der Ort liegt an der B 87.
Südwestlich von Wüstermarke liegt das Landschaftsschutzgebiet Lausitzer Grenzwall zwischen Gehren, Crinitz und Buschwiesen.

## Sehenswürdigkeiten
Nördlich von Wüstermarke liegt der Höllberghof. Der bäuerliche Dreiseithof wurde 1991 nach 200 Jahre altem Vorbild nachgestaltet. Der funktionstüchtige Bauernhof wurde aus Holz, Lehm, Schilf, Stein und Stroh errichtet.

### Baudenkmale
In der Liste der Baudenkmale in Heideblick ist für Wüstermarke ein Baudenkmal aufgeführt:
- Die evangelische Dorfkirche stammt aus dem 15. Jahrhundert. Sie ist aus Feldsteinen erbaut. An der Südseite erkennt man noch zwei vermauerte spätgotische Portale. 1787 wurde der Feldsteinbau erneuert und erhielt einen verbretterten Dachturm. Der Kanzelaltar entstammt vermutlich der Erneuerungsphase von 1787. An der Südwand der Kirche befindet sich ein klassizistisches Grabdenkmal, im Jahr 1803 für Gustav Leberecht v. Pfuel († 1787) und Christiane Friederike Wilhelmine v. Pfuel († 1803) errichtet. Auf einem massiven unteren Teil steht ein Sarkophag, auf dessen Deckel die Familienwappen der Verstorbenen, sowie eine große Flammenvase mit Inschrifttafeln angebracht wurden.[11]

### Naturschutzgebiete
- Südwestlich von Wüstermarke liegt das Naturschutzgebiet Rochauer Heide.